# 252-es főút
252-es főút (ungarisch für ‚Hauptstraße 252‘) ist eine ungarische Hauptstraße. Es verbindet die 25-ös főút und die Autóút M25 am südlichen Rand der Innenstadt von Eger.
Ihre Gesamtlänge beträgt 0,85 Kilometer.